# Incident de Dogger Bank
L'incident de Dogger Bank, conegut també com a incident de Hull va ser un "impasse diplomàtic" generat per la precipitada sortida de la Flota del Bàltic de Nicolás II de Rússia durant la Guerra Russojaponesa en 1905.

## Antecedents
La flota russa havia rebut l'ordre de navegar més de 23.000 milles nàutiques des de les seves bases en els ports del Bàltic fins al mar del Japó per a auxiliar a la Primera Flota del Pacífic, la qual estava assetjada pels japonesos a la rada de Port Arthur.

## L'incident
A l'altura del port britànic de Kingston upon Hull, l'almirall rus Zinovi Petròvitx Rozhdestvenski va rebre un despatx de l'Almirallat segons el qual quatre torpediners, construïts per als japonesos en el Regne Unit, havien estat ja lliurats a les seves tripulacions i es dirigirien cap a ells. Entre la densa boira del matí, els russos van confondre a una flota de pesquers anglesos amb els torpediners japonesos i van començar a disparar, enfonsant-ne un d'ells.

## Conseqüències
L'incident va encendre els ànims contra els russos: l'esquadra de Rozhdestvenski va ser anomenada "la flota del gos rabios", els ports neutrals en els quals s'havia programat el seu reabastiment durant el viatge van negar l'ajuda - possiblement sota pressions de la Gran Bretanya - i només la intensa negociació diplomàtica va impedir que la Royal Navy salpés a la recerca de la flota russa. L'incident de Dogger Bank va ser un dels molts factors de desgast que, a la llarga, van contribuir a la derrota de l'Imperi rus en la guerra.